# Combs (Suffolk)
Combs – osada w Anglii, w hrabstwie Suffolk, w dystrykcie Mid Suffolk. Leży 17 km na północny zachód od miasta Ipswich i 107 km na północny wschód od Londynu.